# Yesa

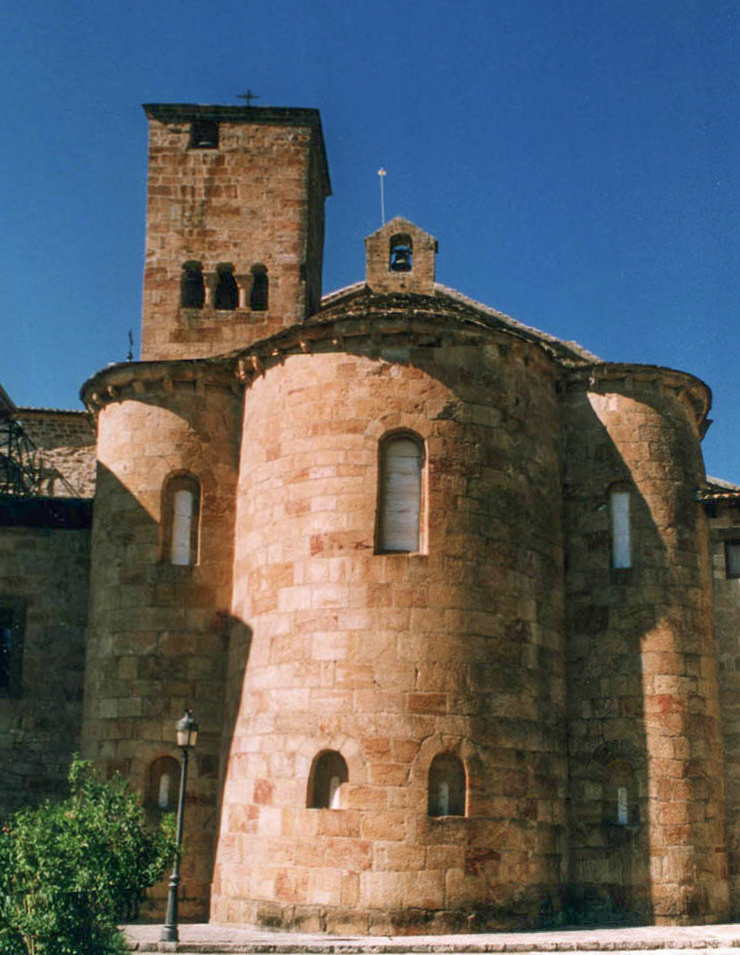
Kloster San Salvador de Leyre

Yesa ist eine Gemeinde in der Autonomen Gemeinschaft Navarra, 46 km südöstlich von deren Hauptstadt Pamplona gelegen.

## Lokale Situation
Die Gemeinde liegt zu Füßen des Bergrückens Sierra de Leyre und erreicht in Teilen des Gemeindegebiets Höhen von über 1.000 m ü. NN. Höchster Punkt ist der Berg Arangoiti mit 1.375 m.
Zwei Kilometer vom Ort entfernt liegt die nach ihm benannte Yesa-Talsperre mit 450 Millionen m³ Speicherkapazität.
Die Ortschaften Javier, Liédana und Sangüesa liegen in unmittelbarer Nähe.

## Kultur
Auf dem Gemeindegebiet befindet sich das Zisterzienserkloster San Salvador de Leyre.
Die Ruinen einer Brücke über den Fluss Aragón aus dem 12. Jahrhundert weisen an den Streben noch einige römische Teile auf. Die Brücke wird mit einer legendären Schlacht in Verbindung gebracht, die die Bewohner des Roncal-Tals während der Reconquista gegen das maurische Heer gefochten haben sollen.